# Opwijk
Opwijk (plaatselijke uitspraak: Oppèk) is een plaats en gemeente in de Belgische provincie Vlaams-Brabant. De gemeente ligt in het noordwesten van de provincie en vormt sinds 1977 een fusiegemeente met Mazenzele. De buurgemeenten zijn: Asse, Merchtem, Aalst, Buggenhout en Lebbeke.

## Geschiedenis
De eerste nederzetting ontwikkelde zich in eerste instantie rond de burcht bij Ingersbrugge. Omstreeks het jaar 1000 zou hier een motteburcht zijn opgetrokken. In 1145 werd deze voor het eerst vermeld en werd de naam Walterus de Ingersbrugge genoemd. Hier was een hofkapel, gewijd aan Sint-Paulus. Deze zou later een publieke kerk zijn geworden. Een andere publieke kapel, gewijd aan de Heilige Geest, bevond zich op het gehucht Klei. Hier zou de parochie Opwijk zijn gegroeid. Mogelijk werd de parochie van Opwijk verwoest door de Gentenaars waarna omstreeks 1400 beide parochies werden samengevoegd en een nieuwe kerk werd gebouwd, gewijd aan Sint-Paulus. De naam Ingersbrugge verdween echter en de naam Opwijk werd gebruikelijk. Opwijk behoorde toen tot het Land van Dendermonde en was onderdeel van het Graafschap Vlaanderen .
In 1579 werd het dorp en ook de kerk verwoest door de Geuzen, en daarna werd de streek toneel van de strijd tussen Geuzen en malcontenten, wat grote verwoestingen met zich meebracht. In de jaren daarna kon het dorp weer opbloeien al bleven er problemen met inkwartieringen en dergelijke. Vooral in de 18e eeuw genoot het dorp betrekkelijke rust en voorspoed. In de 19e eeuw groeide het belang van pendel naar Brussel, vooral nadat in 1879 een spoorwegstation werd geopend. In de 20e eeuw leidde dit tot toenemende  verstedelijking.

## Geografie
De gemeente maakt deel uit van de Vlaamse Ruit en de geografische streek Brabantse Kouters.

### Kernen
Naast Opwijk zelf telt de gemeente nog drie andere kernen, met name de parochie Droeshout, deelgemeente Mazenzele en de parochie Nijverseel. Er zijn ook nog de gehuchten Eeksken, Hulst, Klei, Mansteen en Waaienberg.

### Deelgemeenten
| # | Naam      | Opp. (km²) | Inwoners (2020) | Inwoners per km² | NIS-code |
| - | --------- | ---------- | --------------- | ---------------- | -------- |
| 1 | Opwijk    | 17,63      | 13.311          | 755              | 23060A   |
| 2 | Mazenzele | 2,29       | 1.435           | 626              | 23060B   |

### Ligging
Opwijk grenst aan de Vlaams-Brabantse gemeenten Merchtem en Asse en aan de Oost-Vlaamse stad Aalst (deelgemeenten Meldert en Baardegem) en de gemeenten Lebbeke en Buggenhout.

### Aangrenzende gemeenten
| Aangrenzende gemeenten | Aangrenzende gemeenten | Aangrenzende gemeenten | Aangrenzende gemeenten | Aangrenzende gemeenten |
| ---------------------- | ---------------------- | ---------------------- | ---------------------- | ---------------------- |
|                        |                        | Lebbeke (Oost-Vl.)     |                        | Buggenhout (Oost-Vl.)  |
|                        |                        |                        |                        |                        |
| Aalst (Oost-Vl.)       | Merchtem               |                        |                        |                        |
|                        |                        |                        |                        |                        |
|                        |                        | Asse                   |                        |                        |

## Bezienswaardigheden

### Gebouwd erfgoed
- De Sint-Pauluskerk
- Het Klooster van de zusters van Sint-Vincentius a Paulo

### Herdenkingsmonument
Op de begraafplaats staat, aan een solitaire rode beuk, een herdenkingsmonument voor de gesneuvelde soldaten van de Eerste Wereldoorlog. Er zijn ook ereperken met de graven van oudstrijders, verzetsstrijders, krijgsgevangenen en politiek gevangenen uit beide wereldoorlogen.

### Houtig erfgoed
- Restant van de tuin van notaris Wijnants. Thans opgenomen in het domein van een basisschool. Beeldbepalende treurbeuk (fagus sylvatica Pendula) te zien vanaf de weg.
- Restant van het Temmershof. In 2007 werd het grootste deel van dit park vernietigd. Enkel het paviljoen en enkele bomen bleven gespaard, waaronder een witte paardenkastanje (aesculus hippocastanum) met een omtrek van 428 cm (2024).[3]
- Twee rode beuken (fagus sylvatica f. purpurea) in het kleine Processiepark die deels met elkaar vergroeid zijn.

Zie ook: Droeshout en Nijverseel

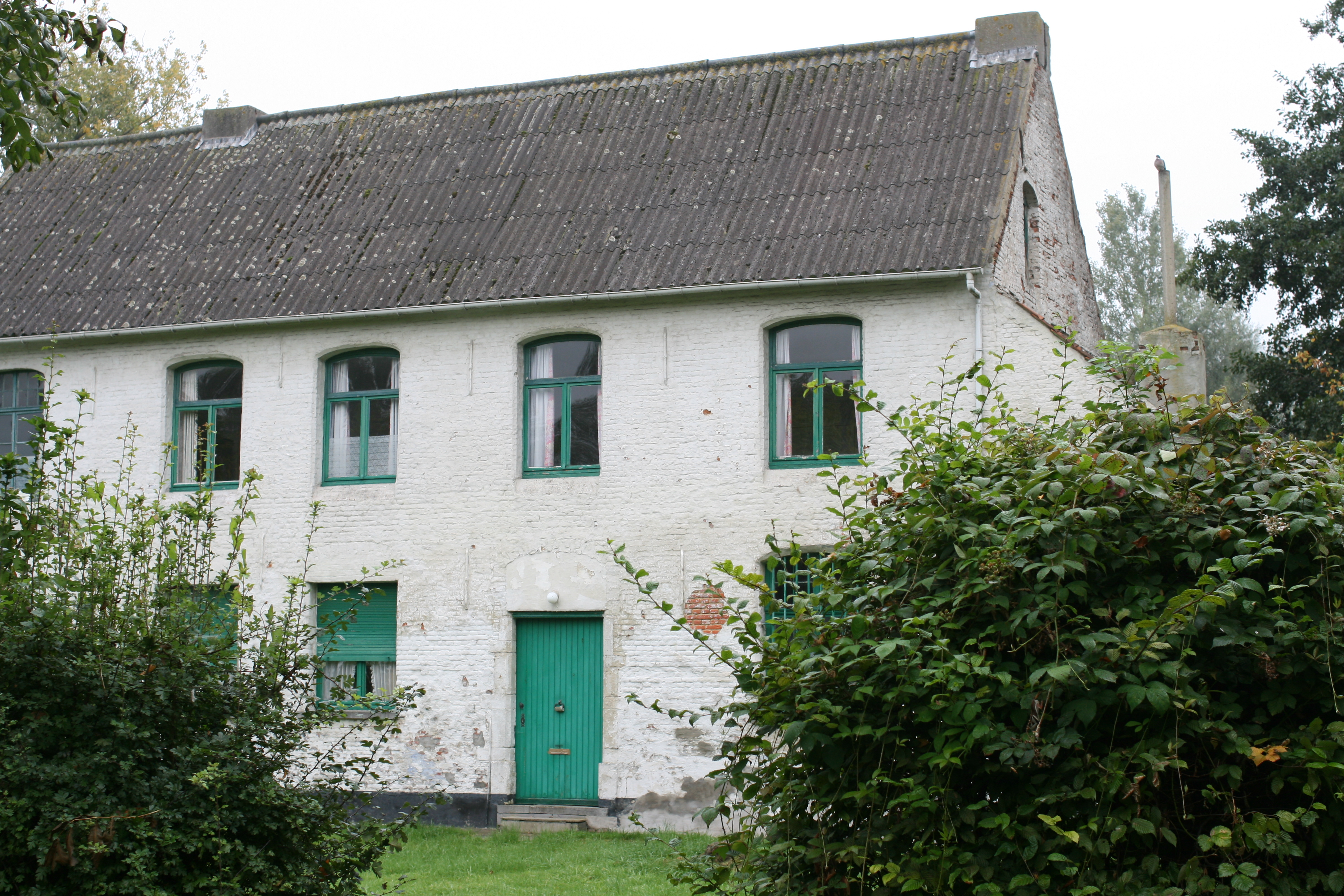
Oude pastorij
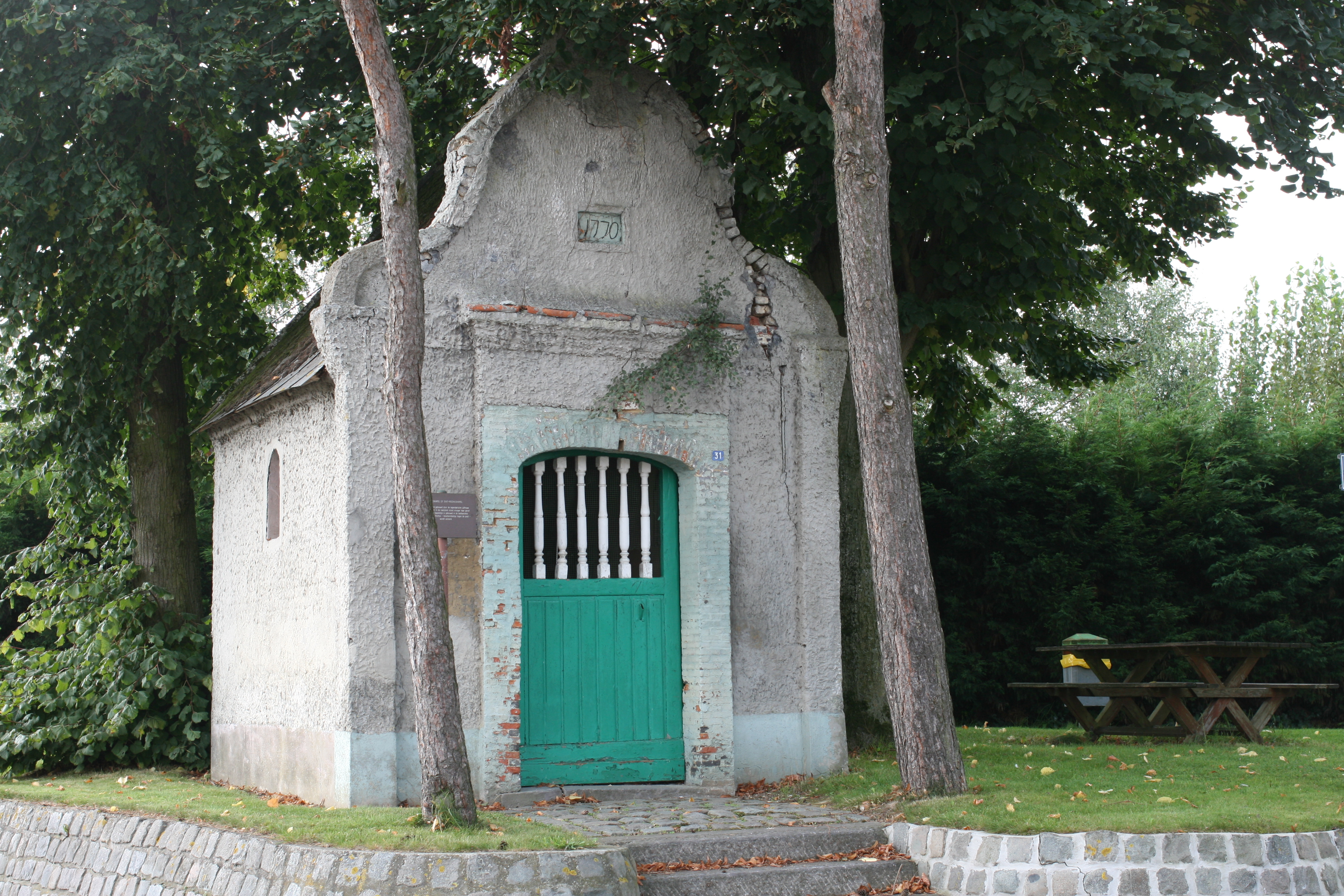
Sint-Rochuskapel Droeshout
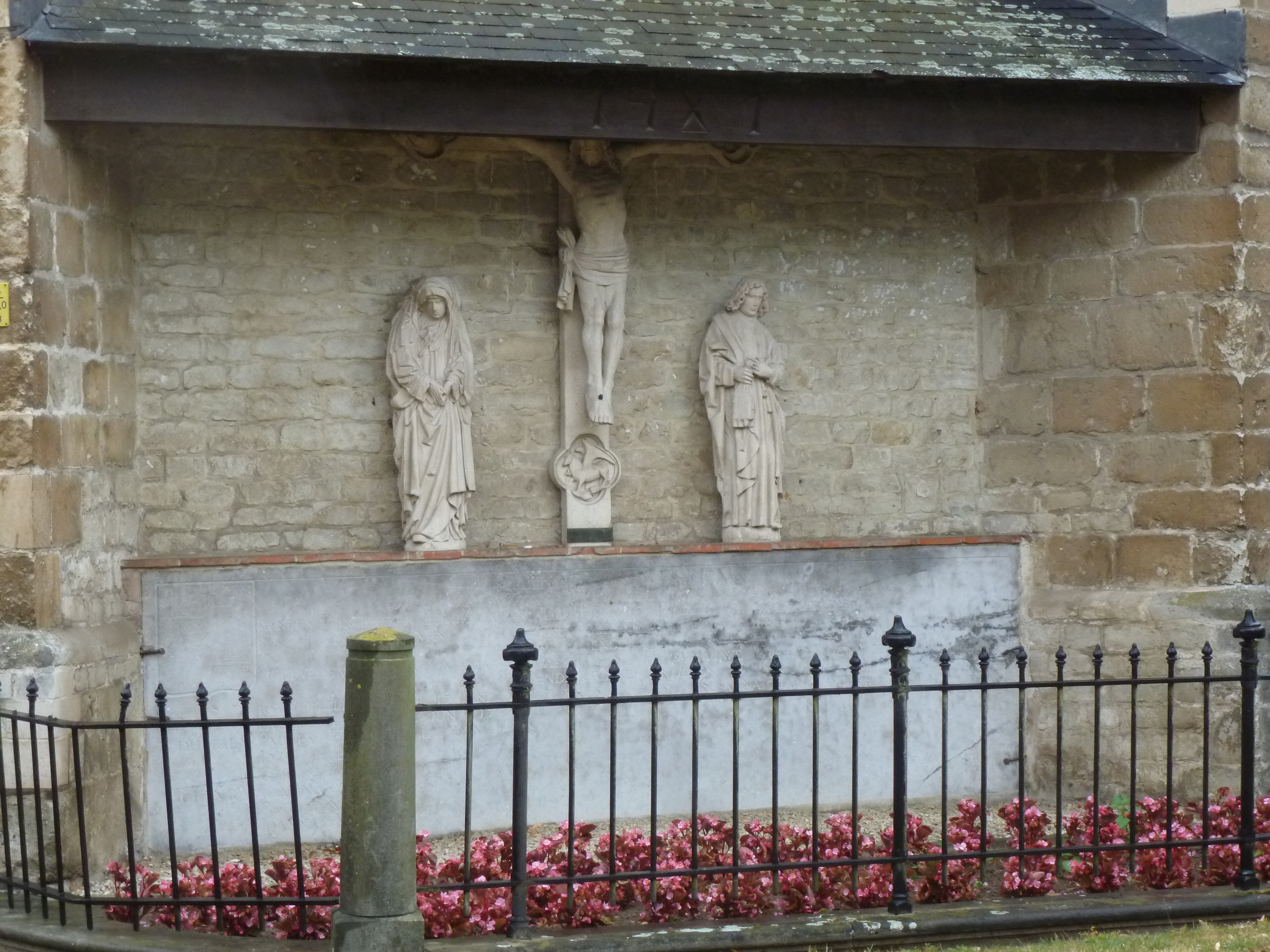
Familiegrafkelder van Jan Frans de Lantsheere, zijn echtgenote en hun kinderen
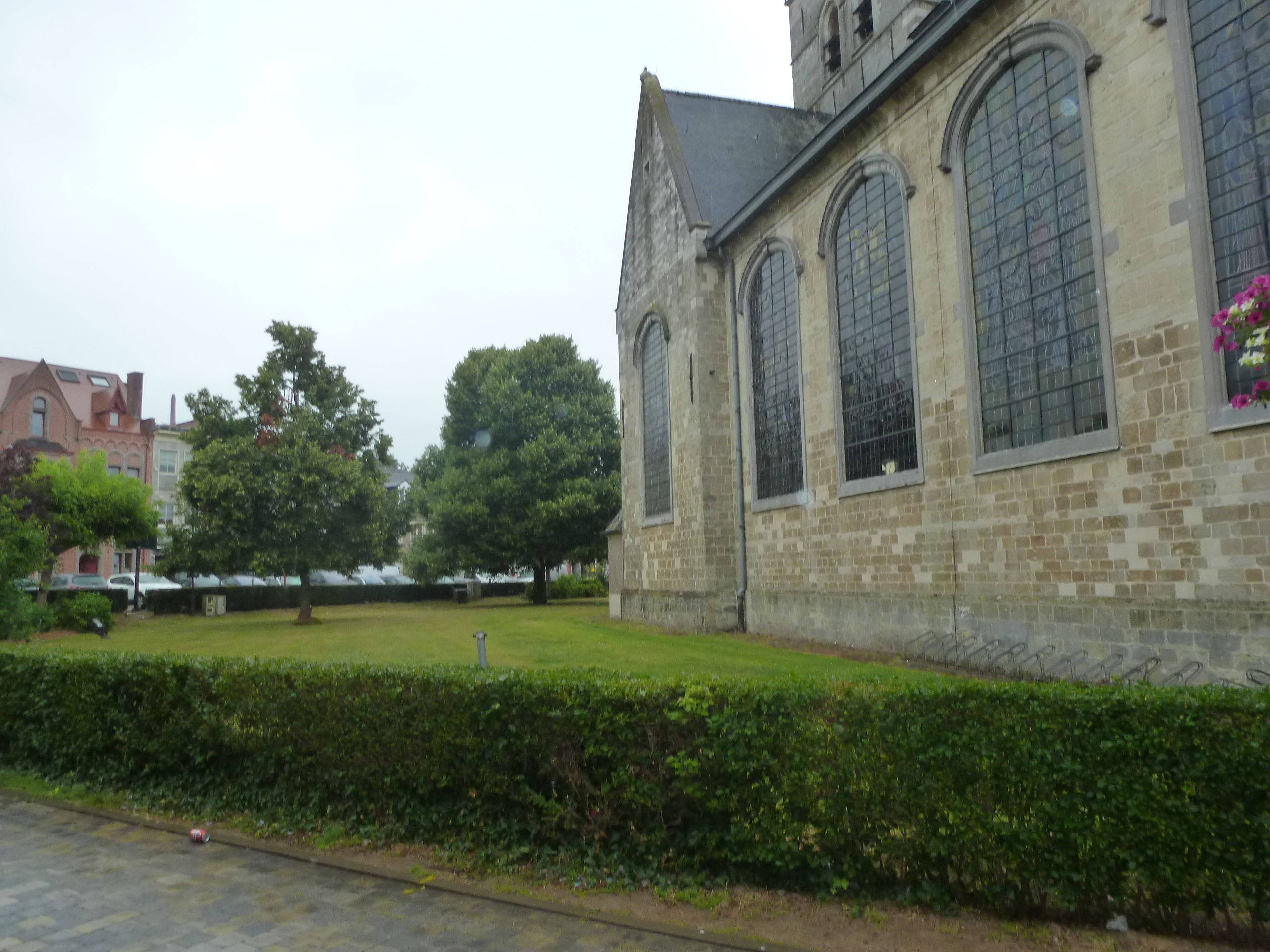
Opwijk kerk centrum
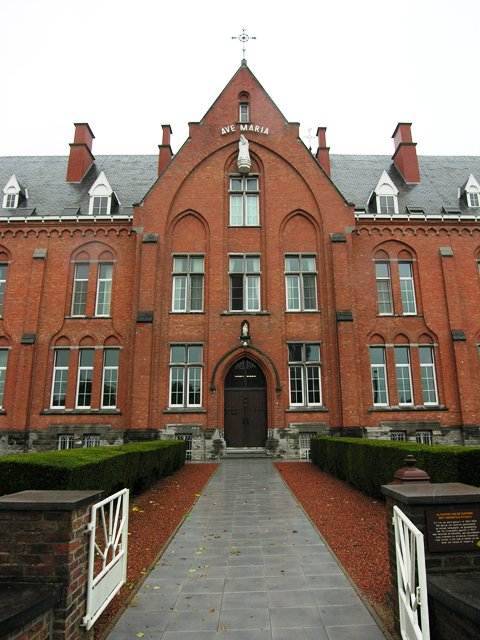
Klooster in Opwijk centrum

## Natuur en landschap
Opwijk ligt in Zandlemig Vlaanderen en het landschap is licht golvend met hoogten tussen 9 en 49 meter. In het centrum ligt een park waar de Asbeek doorheen stroomt. Andere beken zijn de Brabantse Beek, de Kluisbeek en de Nijverseelbeek.

## Parken
- Het Hof ten Hemelrijk met gazon, vijver en parkbomen. In 2018 werd een linde (tilia) als vredesboom geplant ter herdenking van het einde van de Eerste Wereldoorlog.
- Het kleine Processiepark. In het park staat een bomencirkel van rode beuken (fagus sylvatica f. purpurea) waarbij twee exemplaren op bijzondere wijze vergroeid zijn.

## Demografische ontwikkeling

### Demografische evolutie deelgemeente voor de fusie
- Bronnen:NIS, Opm:1831 tot en met 1970=volkstellingen, 1976= inwonersaantal op 31 december

### Demografische ontwikkeling van de fusiegemeente
Alle historische gegevens hebben betrekking op de huidige gemeente, inclusief deelgemeente Mazenzele, zoals ontstaan na de fusie van 1 januari 1977.
- Bronnen:NIS, Opm:1831 tot en met 1981=volkstellingen; 1990 en later= inwonertal op 1 januari

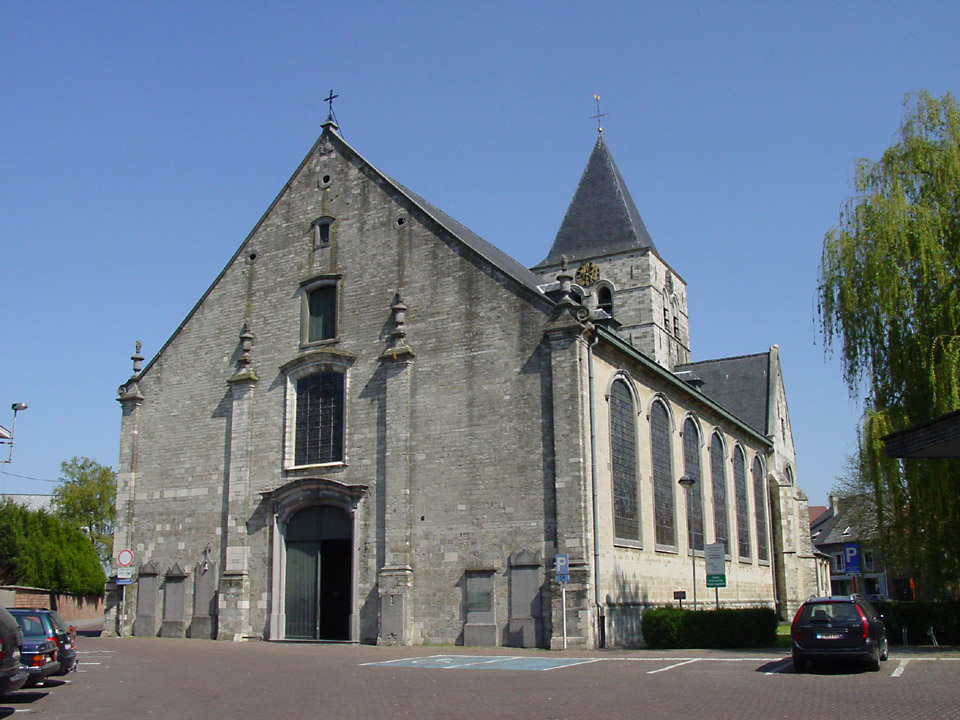
De Sint-Pauluskerk van Opwijk

| Inwoners van jaar tot jaar op 1 januari 1992 tot heden | Inwoners van jaar tot jaar op 1 januari 1992 tot heden | Inwoners van jaar tot jaar op 1 januari 1992 tot heden |
| jaar                                                   | Aantal                                                 | Evolutie: 1992=index 100                               |
| ------------------------------------------------------ | ------------------------------------------------------ | ------------------------------------------------------ |
| 1992                                                   | 11.570                                                 | 100,0                                                  |
| 1993                                                   | 11.597                                                 | 100,2                                                  |
| 1994                                                   | 11.555                                                 | 99,9                                                   |
| 1995                                                   | 11.577                                                 | 100,1                                                  |
| 1996                                                   | 11.575                                                 | 100,0                                                  |
| 1997                                                   | 11.613                                                 | 100,4                                                  |
| 1998                                                   | 11.624                                                 | 100,5                                                  |
| 1999                                                   | 11.737                                                 | 101,4                                                  |
| 2000                                                   | 11.718                                                 | 101,3                                                  |
| 2001                                                   | 11.831                                                 | 102,3                                                  |
| 2002                                                   | 11.759                                                 | 101,6                                                  |
| 2003                                                   | 11.856                                                 | 102,5                                                  |
| 2004                                                   | 11.986                                                 | 103,6                                                  |
| 2005                                                   | 12.079                                                 | 104,4                                                  |
| 2006                                                   | 12.239                                                 | 105,8                                                  |
| 2007                                                   | 12.393                                                 | 107,1                                                  |
| 2008                                                   | 12.578                                                 | 108,7                                                  |
| 2009                                                   | 13.004                                                 | 112,4                                                  |
| 2010                                                   | 13.270                                                 | 114,7                                                  |
| 2011                                                   | 13.450                                                 | 116,2                                                  |
| 2012                                                   | 13.679                                                 | 118,2                                                  |
| 2013                                                   | 13.985                                                 | 120,9                                                  |
| 2014                                                   | 13.975                                                 | 120,8                                                  |
| 2015                                                   | 14.140                                                 | 122,2                                                  |
| 2016                                                   | 14.208                                                 | 122,8                                                  |
| 2017                                                   | 14.356                                                 | 124,1                                                  |
| 2018                                                   | 14.378                                                 | 124,3                                                  |
| 2019                                                   | 14.547                                                 | 125,7                                                  |
| 2020                                                   | 14.746                                                 | 127,5                                                  |
| 2021                                                   | 14.793                                                 | 127,9                                                  |
| 2022                                                   | 14.828                                                 | 128,2                                                  |
| 2023                                                   | 14.890                                                 | 128,7                                                  |
| 2024                                                   | 14.866                                                 | 128,5                                                  |
| 2025                                                   | 15.006                                                 | 129,7                                                  |

## Verkeer en vervoer
Opwijk wordt doorkruist door de gewestweg N47 die Asse (Vlaams-Brabant) met Dendermonde verbindt. Ook is er de gewestweg N211 naar Vilvoorde en de N411 naar Aalst. Opwijk heeft een station langs spoorlijn 60 tussen Brussel en Dendermonde.

## Scholen
De basisscholen van Opwijk zijn: 't Neerveldje (enkel kleuter), De Leertrommel, De Duizendpootrakkers, Moza-ik (buitengewoon lager onderwijs), De Boot, 't Luikertje, De Lettertuin en De Knipoog.
Opwijk telt drie middelbare scholen: één school waar men ASO, BSO en TSO kan volgen, namelijk VKO (vrij katholiek onderwijs); en twee scholen voor buitengewoon secundair onderwijs, namelijk MAI en 't Schoolhuis.

## Brandweer
Opwijk beschikt ook over een eigen vrijwillige brandweer. Sinds de schaalvergroting verviel die autonomie en maakt het voormalige Opwijkse brandweerkorps integraal deel uit van de Brandweerzone Vlaams-Brabant West als 'Brandweerpost Opwijk'.

## Politiek
Burgemeesters van Opwijk waren:
- 1830-1835: Adriaan Frans de Lantsheere
- 1836-1889: Peeter Jozef De Smedt
- 1889-1920: Benoit De Smedt
- 1921-1926: Jozef Wijnants
- 1927-1940: Jozef Aloïs De Smedt
- 1947-1952: Victor Wijnants (Door het Volk - Voor het Volk (DVV))
- 1953-1970: Hubert De Smedt (CVP)
- 1971-1988: Leo Meersman (CVP)
- 1989-1994: Jan Michiels (CVP)
- 1995-2000: Vic Everaet (CVP)
- 2001-2003: Albert Beerens (VLD)
- 2004-2012: Lutgard Van der Borght (CD&V)
- 2013-2020: Albert Beerens (Open Vld)
- 2021-2024: Inez De Coninck (N-VA)
- 2024-heden: Johan Deleu (N-VA)

#### Bestuur 2024-2030
Burgemeester is Johan Deleu (N-VA). Zijn partij N-VA (10 zetels) vormde een coalitie met het liberale VIVO (4 zetels), goed voor een meerderheid van 14 op 23 zetels. 

### Resultaten gemeenteraadsverkiezingen sinds 1976
| Partij               | Partij                                               | 10-10-1976 | 10-10-1976 | 10-10-1982 | 10-10-1982 | 9-10-1988 | 9-10-1988 | 9-10-1994 | 9-10-1994 | 8-10-2000 | 8-10-2000 | 8-10-2006 | 8-10-2006 | 14-10-2012 | 14-10-2012 | 14-10-2018 | 14-10-2018 | 13-10-2024 | 13-10-2024 |
| Stemmen / Zetels     | Stemmen / Zetels                                     | %          | 21         | %          | 21         | %         | 21        | %         | 21        | %         | 21        | %         | 23        | %          | 23         | %          | 23         | %          | 23         |
| -------------------- | ---------------------------------------------------- | ---------- | ---------- | ---------- | ---------- | --------- | --------- | --------- | --------- | --------- | --------- | --------- | --------- | ---------- | ---------- | ---------- | ---------- | ---------- | ---------- |
|                      | VU1/ LTDB                                            | 17,761     | 3          | 15,571     | 3          | 15,731    | 3         | 42,03B    | 10        | (*)       |           | -         |           | -          |            | -          |            | -          |            |
|                      | GEMBELA/ PVV1/ LTDB/ VLD2/ Open Vld3/ VIVO4          | 27,54A     | 6          | 24,081     | 5          | 20,091    | 4         | 42,03B    | 10        | 28,892    | 7         | 32,552    | 8         | 30,283     | 8          | 29,23      | 8          | 18,14      | 4          |
|                      | Agalev1/ Groen!2/ Inzet-GroenD/ Groen3               | 27,54A     | 6          | -          |            | -         |           | 42,03B    | 10        | 4,831     | 0         | 4,942     | 0         | 14,27D     | 0          | 6,43       | 1          | 4,73       | 0          |
|                      | GEMBELA/ SP1/ LTDB/ INZET2/ Inzet-GroenD/ samen1745E | 27,54A     | 6          | 13,391     | 2          | 12,661    | 2         | 42,03B    | 10        | 22,822    | 5         | 15,512    | 3         | 14,27D     | 3          | 11,42      | 2          | 31,9E      | 8          |
|                      | CVP1/ CD&V-N-VAC/ Lvdb-CD&V2/ samen1745E             | 54,71      | 12         | 46,311     | 11         | 46,841    | 12        | 48,131    | 11        | 36,551    | 9         | 36,64C    | 8         | 19,432     | 5          | 15,82      | 3          | 31,9E      | 8          |
|                      | CD&V-N-VAC/ N-VA1                                    | -          |            | -          |            | -         |           | -         |           | -         |           | 36,64C    | 2         | 28,191     | 7          | 31,51      | 9          | 36,91      | 10         |
|                      | Vlaams Blok1/ Vlaams Belang2                         | -          |            | 0,651      | 0          | -         |           | -         |           | 6,911     | 0         | 10,362    | 2         | 3,362      | 0          | 5,82       | 0          | 8,32       | 1          |
| Anderen(**)          | Anderen(**)                                          | -          |            | -          |            | 4,68      | 0         | 9,84      | 0         | -         |           | -         |           | 4,47       | 0          | -          |            | -          |            |
| Totaal stemmen       | Totaal stemmen                                       | 7711       | 7711       | 8341       | 8341       | 8544      | 8544      | 8662      | 8662      | 8802      | 8802      | 9370      | 9370      | 9990       | 9990       | 10333      | 10333      | 7433       | 7433       |
| Opkomst %            | Opkomst %                                            |            |            |            |            | 96,79     | 96,79     | 95,72     | 95,72     | 94,55     | 94,55     | 95,79     | 95,79     | 94,16      | 94,16      | 95,0       | 95,0       | 67,0       | 67,0       |
| Blanco en ongeldig % | Blanco en ongeldig %                                 | 2,49       | 2,49       | 2,58       | 2,58       | 3,0       | 3,0       | 5,46      | 5,46      | 3,31      | 3,31      | 2,75      | 2,75      | 2,17       | 2,17       | 2,6        | 2,6        | 1,0        | 1,0        |

De zetels van de gevormde meerderheid staan vetjes afgedrukt. De grootste partij is in kleur.
De rode cijfers naast de gegevens duiden aan onder welke naam de partijen telkens bij een verkiezing opkwamen.
 (*)Leden van de VU kwamen op onder de lijst INZET.
 (**)1988: OPEN /1994: PRO /2012: VCV-Opwijk 

## Varia
- De Vlaamse achternaam Verdoodt vindt zijn oorsprong in de gemeente Opwijk, meer bepaald in de Doortstraat, die in het verleden "Doodtstraete" heette. Anno 1997 waren er 131 naamdragers in de gemeente, dat was toen meer dan 1% van alle Opwijkenaren.

## Folklore
- De vierde zondag van juni trekt de Sint-Pauluspaardenprocessie door de straten van Opwijk.
- De zondag voor Pasen vind in Opwijk de carnavalstoet plaats.

## Bekende Opwijkenaars
- Andreas Heyvaert (±1584-1639), schepen, meier en kerkmeester van Opwijk
- Peeter Joseph de Smedt (1804-1889), burgemeester van Opwijk
- Emiel Jozef De Smedt (1909-1995), bisschop van Brugge
- Luc-Peter Crombé (1920-2005), kunstschilder
- Clem De Ridder (1920-2013), activist, componist en schrijver
- Jef Houthuys (1922-1991), syndicalist
- Emmanuel Geeurickx (1925-2013), organist van Opwijk, later muziekdirecteur Asse en Antwerpen
- Ann Petersen (1927-2003), actrice
- Ghislaine D'Hollander (1941-2011), atlete
- François Van der Elst (1954-2017), voetballer van RSC Anderlecht
- Leo Van Der Elst (1962), voetballer
- Dries Van Langenhove (1993), onafhankelijk activist

## Overige
Sint-Paulus is de patroonheilige van Opwijk. Hij is de beschermheilige voor o.a. steenhouwers, metselaars, kuipers, stalknechten, timmerlieden, vloerenleggers en andere beroepen die met stenen te maken hebben.

## Zustersteden
- Ober-Mockstadt, Duitsland
- Cramant, Frankrijk

## Nabijgelegen kernen
Nijverseel, Droeshout, Merchtem, Peizegem, Opstal, Lebbeke